# ایوان میکولیچ
ایوان میکولیچ (به انگلیسی: Ivan Mikulić) (زاده ۸ مهٔ ۱۹۶۸) خواننده کروات است.
او نماینده کرواسی در مسابقه آواز یوروویژن ۲۰۰۴ بود.